# Jason Newsted
Jason Curtis Newsted (Battle Creek (Michigan), 4 maart 1963) is een Amerikaans muzikant. Hij is vooral bekend geworden als bassist van Metallica.

## Biografie
In zijn tienerjaren ontdekte Newsted rockmuziek via de band KISS. Ook kwam hij in aanraking met muziek van Black Sabbath en Rush. Hij leerde basgitaar spelen en trad op met lokale bandjes.
In 1981 richtte hij met een vriend de band Dogz op, die in 1983 de naam zou veranderen in Flotsam & Jetsam. Met die band speelde hij de dan relatief nieuwe muziekvorm melodieuze thrashmetal. Newsted was naast leider en bassist van de band ook de belangrijkste tekst- en liedjesschrijver. Metallica, een van de grondleggers van de thrashmetal, was zijn favoriete band.

### Metallica
In 1986 overleed Cliff Burton, bassist van Metallica, tijdens een Europese tournee. Ondanks een veelbelovende toekomst met Flotsam & Jetsam deed Jason Newsted auditie voor de vrijgekomen positie. Hij werd aangenomen en  de tour werd voortgezet.
In 1987 nam Newsted zijn eerste plaat op met Metallica, het coveralbum "Garage Days". In 1987 werd door Metallica ook gewerkt aan de opvolger van hun succesalbum Master of Puppets uit 1986. Deze opvolger, ...And Justice for All was een groot succes, maar Newsted was niet blij met de geluidsmix; zijn bas was bijna niet te horen, Wel werd hij erkend voor zijn bijdrage aan het nummer Blackened
In 1991 volgde een album dat dezelfde naam draagt als de band: Metallica. Het album staat echter beter bekend als The Black Album. Op dit album was de muziek gevarieerder en geschikter voor het grote publiek. Newsted schreef op het album mee aan het nummer My Friend of Misery. Na een twee jaar lange wereldtour nam de band een paar jaar rust. In 1993 bracht de band een uitgebreid live-album uit - Live Shit: Binge & Purge - waarop shows van Metallica te zien waren in Seattle (1989), San Diego (1992) en Mexico (1993). Op alle beeldmateriaal speelde Newsted als bassist en achtergrondzanger.
In 1996 bracht Metallica een nieuw album (Load) uit. Het album (met meer diversiteit in de muziek) en het uiterlijk van de band (kort haar) maakte veel los bij de fans. Ze bekritiseerden de band omdat Metallica hun metalverleden zou verloochenen. Desondanks werden het album en de opvolger (ReLoad) grote successen. Newsted schreef mee aan het nummer Where the Wild Things Are. Metallica ging door op dit succes met het uitbrengen van een coveralbum (Garage Inc.) en een live-album samen met een symfonisch orkest (S&M). In de tussentijd werkte Newsted mee aan opnamen van andere artiesten (bijvoorbeeld Voivod en Sepultura). In 1998 verscheen een nieuw live-album van Metallica: Cunning Stunts. 
Mede door zijn openheid werd Jason een favoriet onder de Metallicafans die de kans hadden de band persoonlijk te ontmoeten. Ook zijn muzikale samenwerking met Michael Kamen (de arrangeur en dirigent van S&M) werd niet onderschat.
In 2000 werkte Newsted aan een ander project, de band Echo Brain. Dit zette kwaad bloed bij de andere Metallicaleden. De onderlinge verhoudingen, die volgens Newsted nooit goed waren geweest, werden nog scherper gezet. In 2001 verliet Newsted abrupt de band, volgens eigen zeggen om persoonlijke redenen.
In de documentaire Some Kind of Monster over Metallica verklaarde Newsted dat hij zich nooit echt geaccepteerd heeft gevoeld. Als voornaamste reden om te vertrekken, noemde hij de bemoeizucht van zanger James Hetfield die er alles aan deed om de bandleden bij Metallica te houden en niets te doen buiten de band om. Wat ook meespeelde was het overmatige alcoholgebruik van James Hetfield in combinatie met het rouwen om bassist Cliff Burton, wat Newsted soms tot slachtoffer van pesterijen en vervelende opmerkingen van Hetfield maakte.

### Na Metallica
Toen Metallica een vervanger zocht voor Newsted, kwamen ze uit bij Robert Trujillo (bekend van Suicidal Tendencies) die op dat moment met Ozzy Osbourne toerde. Ozzy huurde Newsted in om Robert te vervangen voor de rest van de tour. Na de tour richtte Newsted zich weer op Voivod.
In 2002 werd Newsted bassist van Voivod.
Newsted heeft op 4 april 2009 opgetreden met Metallica op de Rock And Roll Hall Of Fame ceremonie. Ook Robert Trujillo speelde mee. In december 2011 speelde Newsted 4 shows met Metallica (waarbij ook Robert Trujillo aanwezig was), in het kader van het 30-jarige bestaan van de band. Jason Newsted speelde mee op de nummers "Harvester of Sorrow", "Damage Inc.", "Seek and Destroy", "Fuel", "Battery", "Fight Fire With Fire", "Whiplash", "Creeping Death" en "King Nothing"
Na in diverse metal-projecten te hebben gespeeld, richtte Jason Newsted in 2012 de metalband Newsted op, waarvan hij de bassist en leadzanger was. Na twee jaar stopte de band, voornamelijk  omdat de wereldtournees meer geld kostten dan ze opbrachten.
Sinds 2016 is Newsted actief met een Americana- en poprock-georiënteerde coverband genaamd Jason Newsted and The Chophouse Band. Hij is de leadzanger van die band en speelt voornamelijk akoestische gitaar.

## Repertoire
Flotsam & Jetsam
- Doomsday for the Deceiver (1986)

Metallica
- Garage Days (ep, 1987)
- ...And Justice for All (1988)
- Metallica (1991)
- Live Shit: Binge & Purge (1993)
- Load (1996)
- ReLoad (1997)
- Cunning Stunts (dvd, 1998)
- Garage Inc. (1998)
- S&M (1999)

Voivod
- Katorz (2006)
- Infini (2009)

Newsted
- Heavy Metal Music (2013)

- Bibliothèque nationale de France: cb14048891t (data)
- International Standard Name Identifier: 0000 0001 1935 646X
- Library of Congress Control Number: no2009126344
- MusicBrainz: 248ead7d-8058-4e0c-b334-fde70c036f8d
- Nationale Bibliotheek van Tsjechië: ola2002150644
- LIBRIS: 403781
- Virtual International Authority File: 66667879
- WorldCat: E39PBJtCCKphyJKtwTw3RJDwmd